# NGC 1218
NGC 1218 (również PGC 11749 lub UGC 2555) – galaktyka soczewkowata (S0-a), znajdująca się w gwiazdozbiorze Wieloryba. Odkrył ją Lewis A. Swift 6 września 1886. Należy do galaktyk Seyferta typu 1.
W galaktyce tej zaobserwowano do tej pory jedną supernową – SN 2000fs.